# Каравелова седянка
„Каравелова седянка“ е традиционно събитие в културния календар на град Копривщица в памет на българския просветител Любен Каравелов. Обикновено протича в рамките на летните фолклорни празници „С Копривщица в сърцето“.
Седянката се посвещава на творчеството на копривщенския поет, писател и фолклорист Любен Каравелов, и се провежда на малкия площад пред родния му дом. „Седянка“ е скромно наименование за организираните четения по литературното наследство на българина, допринесъл не малък дял за революционните борби и образователното и просветителско дело по време на българското Възраждане.
Домакините на проявите от Дирекцията на музеите в града участват с кратко представяне на живота и творчеството на публициста. С встъпителни слова уредниците на музея отново потапят в атмосферата на възрожденска Копривщица присъстващите ценители. С тези думи се утвърждава, че от махленска седянка събитието се е развило като фолклорна среща на почитателите на Каравеловото слово. По-натам артисти от местното читалище представят театрализиран спектакъл по мотиви от прочутата повест на Каравелов „Българи от старо време“.
За настроението на присъстващите редовно се грижат гостуващи фолклорни групи от певци и народни инструменталисти. Те са подготвени от изпълненията на женската певческа група „Копришки бисери“, с песни като местната „Девет го̀дин гурбет ода“. Певческите настроения обикновено имат своята кулминация с изпълнение на предложената от Райна Кацарова за химн на Националния събор на българското народно творчество, Каравеловата „Хубава си, моя горо“.
През изданието от 2021 г. събитието е уважено с присъствието на председателят на общинския съвет и общински съветници от град Копривщица, сина на проф. Райна Кацарова – Гео Кукудов, проф. Пламен Митев, проф. Елизабет Цачева, проф. Валентин Сафчев, проф. Славка Керемидчиева, дарителите Милка Дублекова и Димитър Кючуков, режисьорът Борис Радев, журналистката от БНТ Аделина Радева и други.